# Somàlia Italiana
Somàlia Italiana fou una colònia italiana creada el 16 de març de 1905 en substitució de la colònia de Benadir.

## Antecedents
Els primers intents de penetració italiana a l'Àfrica es remunten al 2 d'octubre de 1869, quan el govern italià, encapçalat per Luigi Federico Menabrea, va estipular un tractat secret per comprar terres a les costes d'Eritrea per promoure el colonialisme italià. Quan el Kedivat d'Egipte, a conseqüència de la Guerra del Mahdí al Sudan, es va retirar d'aquestes possessions distants el 1884, els diplomàtics italians van estipular un acord amb el Regne Unit per a l'ocupació del port de Massawa que juntament amb Assab van formar les anomenades possessions italianes a la Mar Roja, des de 1890 anomenades Colònia d'Eritrea. Amb l'expedició a la Mar Roja de 1885, es van establir les bases d'un projecte que hauria d'haver donat com a resultat el control de tota la Banya d'Àfrica, inclosa Somàlia. El 1889 va acordar amb els respectius soldans, els protectorats sobre el Sultanat de Hobyo i sobre el Soldanat de Majeerteen.

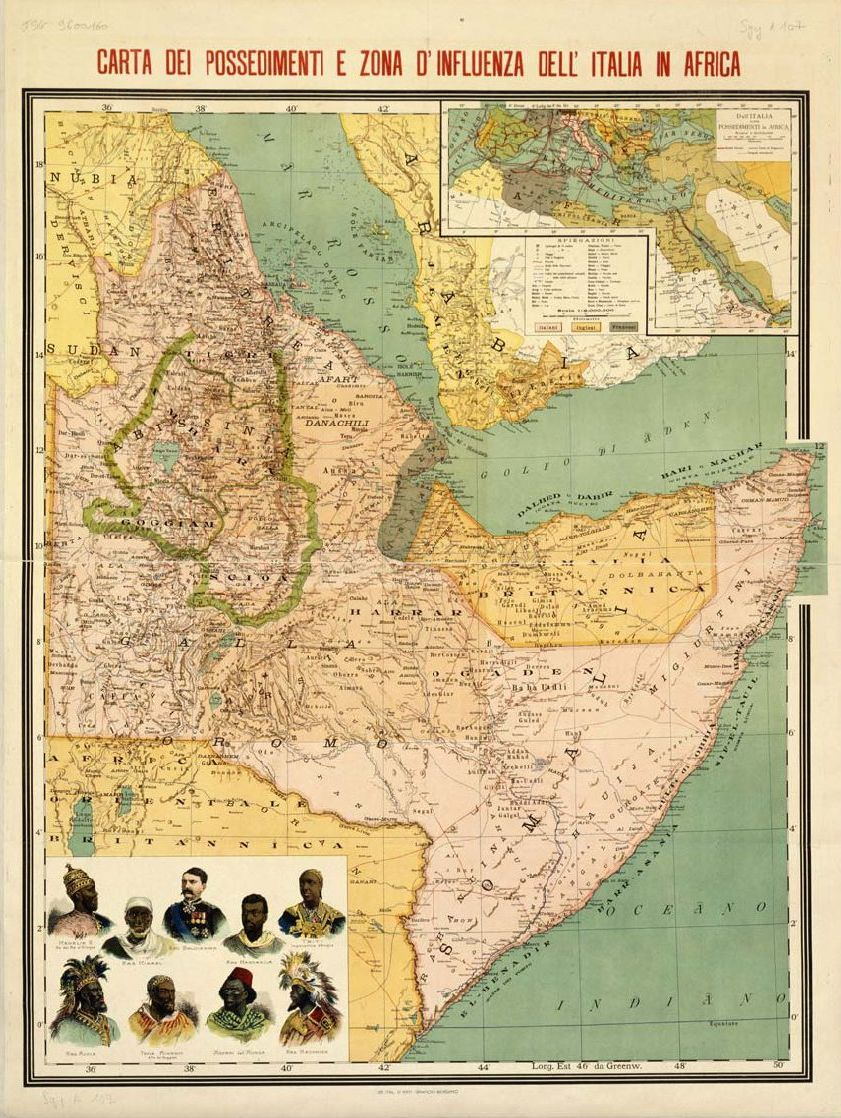
Possessions italianes a Àfrica en 1896

Poc després de la derrota i mort de l'emperador Joan IV d'Etiòpia a la batalla de Gallabat contra els dervixos sudanesos el març de 1889, el Regio Esercito italià establert a Massawa va ocupar una part de l'altiplà etiòpic, inclosa Asmara, sobre la base de previs acords ambigus realitzats amb Menelik II d'Etiòpia qui amb la mort del rival, havia aconseguit fer-se reconèixer «Negus Neghesti». Amb el tractat de Wuchale que va seguir, Menelik II va acceptar la presència dels italians a les terres dels seus rivals de Bogos, Hamasien, Akkele Guzay i Serae a canvi de garanties d'assistència financera i un accés continuat a armes i municions europees, reconeixent utilitzar a Itàlia com a canal de comunicació de preferència amb els països europeus. Aquest reconeixement va ser interpretat pels italians com l'acceptació d'un protectorat, i per cinc anys seria font de discòrdies entre tots dos països. La política de progressiva conquesta d'Etiòpia es va concretar amb la Primera Guerra Italoetíop que va acabar amb la batalla d'Adwa. La victòria etíop i el rebuig de la invasió distingeixen la regió com l'única capaç de resistir la dominació colonial europea durant la Cursa per l'Àfrica, juntament amb Libèria, independitzada en 1847.

## Somàlia Italiana
El territori de la colònia va romandre sota l'autoritat d'un governador assistit per un secretari general, incloent els soldanats protegits de Gueladi, Obbia i Majertin.
El cap nacionalista somali, Mullah, anomenat el boig, va intervenir al nord de Somàlia a Nugal, però fou expulsat el 1911.
Els soldanats natius foren abolits (Gueladi el 1908, Obbia el 1925 i Majertin el 1927) i incorporats a la colònia italiana. Les forces militars al país eren 56 oficials italians i 2.500 soldats indígenes. El 1925 la província d'Ultra Juba (Trans Juba), cedida per la Gran Bretanya, va passar a administració italiana i unida a la colònia.
Els límits de la Somàlia Italiana foren fixats en diversos tractats: amb Abissínia (16 de maig de 1908), amb Gran Bretanya a la zona del Somaliland Britànic (1915) i a la zona de Kenya o Àfrica Oriental Britànica (Tractat d'1 de juny de 1825 que inclogué la incorporació als dominis italians del britànic Jubaland, o Ultra Juba o Trans Juba).
El 1936, després de la Segona Guerra Italianoetíop fou integrada a la gran colònia de l'Àfrica Oriental Italiana de la que va formar una subcolònia o província.
Aquest districte fou ampliat el mateix 1936 amb l'Ogaden i el 19 d'agost de 1940 amb la Somàlia Britànica que fou agregada a la província de Somàlia Italiana durant la Campanya de l'Àfrica Oriental de la Segona Guerra Mundial per Itàlia, però els britànics el van recuperar el març del 1941 després de les batalles de Keren i Gondar i el 1948 l'Ogaden en fou altre cop separat i retornat a Etiòpia que havia estat restaurat com estat independent.
L'administració militar britànica es va perllongar a Somàlia fins al 1950 però des del 1948 s'havia acceptat per les Nacions Unides, organisme llavors acabat de crear, el mandat internacional. El 10 de novembre de 1949 les Nacions Unides van confiar el mandat fideïcomissari del territori a Itàlia per deu anys i Itàlia va assumir el control l'1 d'abril de 1950 en substitució dels britànics.
Itàlia no va tardar a crear el primer Consell territorial consultiu, la primera reunió del qual es va fer a Mogadiscio el 1951, que va crear una bandera provisional de l'entitat amb el tradicional color vermell i dues mitges llunes enfrontades amb una estrella blanca símbol de la nació. El 12 d'octubre de 1954 la Somàlia Italiana va adoptar la seva bandera nacional de color blau clar, propi de les Nacions Unides que en tenien el mandat que Itàlia exercia en fideïcomís, amb una estrella blanca de cinc puntes representant les cinc regions habitades per somalis: Kenya, Djibouti, Etiòpia, Somaliland i la mateixa Somàlia Italiana.
L'1 de juliol de 1960 Somàlia fou reconeguda independent. El Somaliland britànic (que s'havia independitzat quatre dies abans) es va unir, en virtut d'acords previs, a la nova república i es va formar la República de Somàlia. La bandera nacional fou la mateixa adoptada el 1954 i que també havia fet seva el Somaliland en esdevenir independent el 26 de juny de 1960 (la decisió d'adoptar la mateixa bandera per al Somaliland fou presa a una reunió a Mogadiscio el 25 d'abril de 1960). El primer president fou Aden Obdullah Osman.

## Governadors
- Commissionats-generals
  - Luigi Mercatelli (1905-1906)
  - Giuseppe Salvago Raggi (1906-1907)
  - Tommaso Carletti (1907-1908) (1908 a 1910 governador)
- Governadors
  - Giacomo De Martino (1910-1916)
  - Giovanni Cherina Ferroni (1916 - 1919)
  - Carlo Ricci (1920-1923)
  - Cesare Maria De Vecchi (des 11925 conti di Val Cismon) (1923-1928)
  - Guido Corni (1928-1931)
  - Maurizio Rava (1931-1935)
  - Rodolfo Graziani (1935-1936)
  - Angelo De Ruben (1936)
- Governadors provincials
  - Ruggiero Santini (1936-1937)
  - Francesco Saveno Caroselli (1937-1940)
  - Gustavo Pesenti (interí) (1940)
  - Carlo De Simone (interí) (1940-1941)

- Administradors britànics
  - Sir Reginald Hugh Dorman-Smith (1941)
  - William Eric Halstead Scuphan (1941-1943)
  - Denis Henry Widcham (1943-1948)
  - Eric Armar Vully de Candole (1948)
  - Geoffrey Massey Gamble (1948-1949)

- Administradors italians per les Nacions Unides
  - Giovanni Fornari (1949-1953)
  - Enrico Martino (1954-1957)
  - Enrico Anzilotti (1957-1958)
  - Mario Di Stefano (1958-1960)

- Primer ministre del govern autonom
  - Abdullahi Issa Mohamud, de la Lliga de la Joventut Somali, (del 29 de febrer de 1956 a l'1 de juliol de 1960)